# レディマリアン
レディマリアン (Lady Marian) はドイツで生産された競走馬。ウェルナー・バルトロマイ厩舎所属時代はフランス人のドミニク・ブフが主戦騎手を務め、9戦で3勝を挙げた。馬名はレディーマリアンと表記される場合もある。

## 経歴

### 2歳（2007年）
競走馬デビュー戦は、フランスに遠征し9月17日にシャンティイ競馬場で行われたトートヴォワ賞（一般戦）に出走したが、ゴルディコヴァに敗れて5着、続く10月15日にコンピエーニュ競馬場で行われたバルケト賞（一般戦）も8着で、2歳戦は勝利を挙げられずに終わりその後休養に入った。

### 3歳（2008年）
休養を終えてまたもやフランスへ遠征し、3歳となっての初戦は4月28日にメゾンラフィット競馬場で行われたルナディクス賞（一般戦）に出走して2着、次走の5月15日にロンシャン競馬場で行われたトレヴィス賞（一般戦）は5着、さらに次走の6月12日にメゾンラフィット競馬場で行われた一般戦は6着となり、デビュー戦以来5戦して未勝利だった。その後デビュー以来初めて地元ドイツでのレースとなった重賞競走初挑戦となるユングハインリヒガベルシュタプラー大賞 (G3) に出走したが当時未勝利馬だったこともあり9頭中最低人気だった。しかしレースでは低評価を覆して勝利し、初勝利を重賞競走で飾った。次走はG1競走初挑戦となるディアナ賞に出走したが、ローゼンライアにクビ差で敗れて2着だった。レース後は再びフランスへ遠征し、8月24日に行われたノネット賞 (G3) を制して重賞競走2勝目を挙げた。そして10月5日に行われたオペラ賞では、1番人気で2着となったラッシュラッシーズに1馬身半差をつけて勝利し、G1競走初勝利を挙げた。なおレース後は休養に入った。

### 4歳（2009年）
休養中の2月に同じ厩舎所属のバイラミーと共にゴドルフィンへトレードされてサイード・ビン・スルール厩舎へ移籍した。移籍初戦は3月28日のドバイデューティーフリーだったが、最下位の16着に終わった。その後、8月2日のロートシルト賞に出走したが、7着に敗れた。続く8月23日のジャンロマネ賞では勝ったアルピンローズのアタマ差の2着だった。9月12日のブランドフォードステークス (G2) 4着ののち、連覇を懸けて挑んだ10月4日のオペラ賞では見せ場がなく6着に終わった。続く10月25日のリディアテシオ賞では5着だった。レース後、現役を引退、繁殖入りが決まった。

## 血統表
| レディマリアンの血統ミスタープロスペクター系 / Native Dancer 5×5=6.25%、Crepello 5×5=6.25% | レディマリアンの血統ミスタープロスペクター系 / Native Dancer 5×5=6.25%、Crepello 5×5=6.25% | レディマリアンの血統ミスタープロスペクター系 / Native Dancer 5×5=6.25%、Crepello 5×5=6.25% | （血統表の出典） | （血統表の出典） |
| 父 Nayef 1998 鹿毛                                                                         | 父の父Gulch 1984 鹿毛                                                                      | Mr. Prospector                                                                             | Raise a Native   | Raise a Native   |
| 父 Nayef 1998 鹿毛                                                                         | 父の父Gulch 1984 鹿毛                                                                      | Mr. Prospector                                                                             | Gold Digger      |                  |
| 父 Nayef 1998 鹿毛                                                                         | 父の父Gulch 1984 鹿毛                                                                      | Jameela                                                                                    | Rambunctious     | Rambunctious     |
| 父 Nayef 1998 鹿毛                                                                         | 父の父Gulch 1984 鹿毛                                                                      | Jameela                                                                                    | Asbury Mary      |                  |
| 父 Nayef 1998 鹿毛                                                                         | 父の母Height of Fashion 1979 鹿毛                                                          | Bustino                                                                                    | Busted           | Busted           |
| 父 Nayef 1998 鹿毛                                                                         | 父の母Height of Fashion 1979 鹿毛                                                          | Bustino                                                                                    | Ship Yard        |                  |
| 父 Nayef 1998 鹿毛                                                                         | 父の母Height of Fashion 1979 鹿毛                                                          | Highclere                                                                                  | Queens Hussar    | Queens Hussar    |
| 父 Nayef 1998 鹿毛                                                                         | 父の母Height of Fashion 1979 鹿毛                                                          | Highclere                                                                                  | Highlight        |                  |
| 母 La Felicita 1997 鹿毛                                                                   | 母の父Shareef Dancer 1980 鹿毛                                                             | Northern Dancer                                                                            | Nearctic         | Nearctic         |
| 母 La Felicita 1997 鹿毛                                                                   | 母の父Shareef Dancer 1980 鹿毛                                                             | Northern Dancer                                                                            | Natalma          |                  |
| 母 La Felicita 1997 鹿毛                                                                   | 母の父Shareef Dancer 1980 鹿毛                                                             | Sweet Alliance                                                                             | Sir Ivor         | Sir Ivor         |
| 母 La Felicita 1997 鹿毛                                                                   | 母の父Shareef Dancer 1980 鹿毛                                                             | Sweet Alliance                                                                             | Mrs.Peterkin     |                  |
| 母 La Felicita 1997 鹿毛                                                                   | 母の母La Concordia 1983 黒鹿毛                                                             | Surumu                                                                                     | Literat          | Literat          |
| 母 La Felicita 1997 鹿毛                                                                   | 母の母La Concordia 1983 黒鹿毛                                                             | Surumu                                                                                     | Surama           |                  |
| 母 La Felicita 1997 鹿毛                                                                   | 母の母La Concordia 1983 黒鹿毛                                                             | La Dorada                                                                                  | Kronzeuge        | Kronzeuge        |
| 母 La Felicita 1997 鹿毛                                                                   | 母の母La Concordia 1983 黒鹿毛                                                             | La Dorada                                                                                  | Love In F-No.9-e |                  |